# Charisma Église chrétienne
Pour les articles homonymes, voir Charisma.
Charisma Église chrétienne est une église chrétienne évangélique charismatique néo-charismatique non confessionnelle située au Blanc-Mesnil, en Seine-Saint-Denis. Son principal pasteur et fondateur depuis sa création est Nuno Pedro. 

## Histoire
L'église est fondée en 1989 par le pasteur d'origine portugaise Nuno Pedro, diplômé d'une école des Assemblées de Dieu ,,. Depuis 2002, plusieurs églises affiliées sont établies dans diverses villes de France. En 2012, l'église compterait 7 000 personnes à Paris . En 2015, Charisma a ouvert au Blanc-Mesnil une école maternelle et primaire hors contrat, Excelle, dirigée par Sophia Quantin, ancienne responsable des jeunes de l'église. En 2018, l'église compterait 14.000 fidèles.

## Croyances
L'église a une confession de foi charismatique . Elle croit en la théologie de la prospérité,.
Les livres de Nuno Pedro promettent une « vie de prospérité, de triomphe et de succès ». Le pasteur vivrait à Compiègne dans une « grande maison avec piscine ». Lors de ses prêches, Nuno Pedro tourne en dérision le changement climatique et voit en Jair Bolsonaro la « voie de la rédemption », à l’inverse d’Emmanuel Macron, « Antéchrist à la tête d’un royaume totalitaire ».

## Controverses
En 2012, Daniel Liechti, vice-président du Conseil national des évangéliques de France, a accusé l'église d'être une « arnaque spirituelle», en raison de sa théologie de la prospérité .
Entre 2015 et 2020, la Miviludes a reçu 20 signalements à propos de l’église notamment en raison de fréquents appels à des dons s’ajoutant aux offrandes et dîmes hebdomadaires,.